# Hans Pfann (Turner)
Hans Pfann (* 14. September 1920 in Nürnberg; † 9. September 2021 in Neuötting) war ein deutscher Turner.
Pfann nahm 1952 und 1956 an den Olympischen Spielen teil. Sein Heimatverein war der TSV 1852 Neuötting. Zum Zeitpunkt seines Todes war er Deutschlands ältester Olympiateilnehmer.
Nach den Spielen 1952 heiratete er Lydia Zeitlhofer, die ebenfalls als Turnerin zum deutschen Olympiakader gehört hatte.
Hans Pfann starb im September 2021 fünf Tage vor seinem 101. Geburtstag in Neuötting.